# Montlivault
Montlivault är en kommun i departementet Loir-et-Cher i regionen Centre-Val de Loire i de centrala delarna av Frankrike. Kommunen ligger i kantonen Vineuil som tillhör arrondissementet Blois. År 2022 hade Montlivault 1 307 invånare.

## Befolkningsutveckling
Antalet invånare i kommunen Montlivault
| Referens: INSEE |